# La Croix-Helléan
La Croix-Helléan (in bretone: Ar Groaz-Helean) è un comune francese di 839 abitanti situato nel dipartimento del Morbihan nella regione della Bretagna.

## Società

### Evoluzione demografica
Abitanti censiti